# Церовец под Бочем
Церовец под Бочем (на словенски: Cerovec pod Bočem) е село в Словения, Савински регион, община Рогашка Слатина. Според Националната статистическа служба на Република Словения през 2002 г. селото има 320 жители.